# 世界で一番おっぱいが好き!
『世界で一番おっぱいが好き！』（せかいでいちばんおっぱいがすき、英: I like OPPAI best in the world!）は、昆布わかめによる日本の漫画作品。『コミックキューン』（KADOKAWA）で2017年9月号より2023年10月号まで連載。おっぱいが大好きなイケメン女子と美乳ツンデレ女子を描いた百合コメディ漫画である。略称は「せかおぱ」。
2019年3月27日、単行本第3巻とらのあな限定版の特典としてドラマCDが販売された。また、同様に第2弾ドラマCDも製作された。2020年10月26日、単行本第5巻と同作者による『おっぱい百合アンソロジー』の刊行を記念し、「お前の信じるおっぱいを愛せ」フェアが開催された。

## あらすじ
イケメン女子の市原千秋は、おっぱいを揉まないと活力が出ないほど重度のおっぱいフェチである。そんな彼女が出会った春見はなは、彼女にとって理想的な極上おっぱいの持ち主だった。はなは千秋におっぱいを差し出すため、彼女の下へ通い始めることになる。

## 登場人物
声の項はドラマCDの声優。
市原 千秋（いちはら ちあき）
声 - 小松未可子
本作の主人公。高校2年生で弓道部所属。王子様系の天然イケメン女子。千秋が通う高校内でNo.1の人気を誇る。重度のおっぱいフェチであり、おっぱいを揉めないと活力が全く出ない。はなの理想すぎる美乳に惚れ込み、部活終わりにおっぱいを揉ませに来てもらっている。幼少期にアキラの影響を受け、おっぱい好きとなった。はなのおっぱいにしか興味がなく、一方的に揉み続けていたが、やがておっぱい以外のことに関しても知りたくなり、互いに揉み合う関係となる。
春見 はな（はるみ はな）
声 - 種田梨沙
本作のもう一人の主人公。千秋が惚れ込む美乳の持ち主にしてツンデレ。千秋がおっぱいにしか興味がないことを理解しつもも、おっぱいを揉ませてしまう。女子校に通う高校2年生で千秋と高校は違うが、はなの家から千秋の高校までは徒歩5分であるため、毎回彼女の部活終わりに合わせて訪問し、渋々ながらも揉ませている。自身のおっぱいを揉ませていることを桃瀬に打ち明け、桃瀬からのアドバイスにより千秋のおっぱいを揉む特訓を始める。
柏木 かな（かしわぎ かな）
声 - 日高里菜
千秋の後輩の弓道部所属の1年生。純粋無垢な性格。千秋を憧れの先輩として慕っている。おっぱいは小さい。
桃瀬 とうか（ももせ とうか）
声 - 茅野愛衣
はなのクラスメイト。幼馴染のかなからは、とうか姉として慕われている。外見は大人びて上品なお嬢様であるが、実は小さいお胸が好きであり、密かにかなの平たいおっぱいを撫でたいという邪な感情を抱いている。勢い余って本音を声に出してしまうほど欲望に抗えない性格であり、はなが千秋との進捗状況を話す度に興奮し、語りすぎてしまうこともある。
笹塚 すばる（ささづか すばる）
声 - 徳井青空
千秋のクラスメイト。部活終わりに千秋とはなが部室内で揉み合う現場を密かに観察する褐色の少女。二人の揉み合う関係を見て美しいと知る。りくと仲が良く、りくにおっぱいを揉む素晴らしさを伝えようとする。
アキラ
千秋の従姉。美しいおっぱいを作ることで有名な彫刻家。高校時代、おっ活（おっぱい活動）の素晴らしさを幼少の千秋に教えたが、実際におっぱいを揉んだことはない。26歳であるために女子高生のおっぱいを揉めず、葛藤に苛まれる。
松坂 りく（まつさか りく）
近畿方言を話す生真面目な性格の風紀委員。すばると仲が良い。制服の胸元あたりに関しては特に厳しく取り締まっているが、実はおっぱいが大好きな少女。えっちなことに対する耐性が無く、すばるのおっぱいを触った際に鼻血を出して気絶してしまう。

## 書誌情報
- 昆布わかめ 『世界で一番おっぱいが好き！』 KADOKAWA〈MFCキューンシリーズ〉、全8巻
  1. 2018年2月26日発売[書誌 1]、ISBN 978-4-04-069700-0
  2. 2018年10月26日発売[書誌 2]、ISBN 978-4-04-065036-4
  3. 2019年3月27日発売[書誌 3]、ISBN 978-4-04-065433-1
  4. 2019年12月27日発売[書誌 4]、ISBN 978-4-04-064156-0
  5. 2020年10月26日発売[書誌 5]、ISBN 978-4-04-064913-9
  6. 2021年11月27日発売[書誌 6]、ISBN 978-4-04-680800-4
  7. 2022年11月26日発売[書誌 7]、ISBN 978-4-04-681972-7
  8. 2023年9月27日発売[書誌 8]、ISBN 978-4-04-682805-7
- 昆布わかめ 『世界で一番おっぱいが好き！画集』 KADOKAWA、2024年3月29日発売[書誌 9]、ISBN 978-4-04-683534-5

### 書誌出典
1. ↑  “世界で一番おっぱいが好き！ 1”.   KADOKAWA. 2021年9月11日閲覧。
2. ↑  “世界で一番おっぱいが好き！ 2”.   KADOKAWA. 2021年9月11日閲覧。
3. ↑  “世界で一番おっぱいが好き！ 3”.   KADOKAWA. 2021年9月11日閲覧。
4. ↑  “世界で一番おっぱいが好き！ 4”.   KADOKAWA. 2021年9月11日閲覧。
5. ↑  “世界で一番おっぱいが好き！ 5”.   KADOKAWA. 2021年9月11日閲覧。
6. ↑  “世界で一番おっぱいが好き！ 6”.   KADOKAWA. 2021年11月27日閲覧。
7. ↑  “世界で一番おっぱいが好き！ 7”.   KADOKAWA. 2022年11月26日閲覧。
8. ↑  “世界で一番おっぱいが好き！ 8”.   KADOKAWA. 2023年9月27日閲覧。
9. ↑  “世界で一番おっぱいが好き！画集”.   KADOKAWA. 2024年3月29日閲覧。